# Walt Whitman
Walter "Walt" Whitman (West Hills (New York), 31 mei 1819 – Camden (New Jersey), 26 maart 1892) was een Amerikaans dichter, journalist en essayist wiens dichtbundel Leaves of Grass een mijlpaal betekende in de geschiedenis van de Amerikaanse literatuur. Hij is wat de Amerikanen een 'self-made' man noemen: hij begon als loopjongen in een advocatenkantoor, werkte dan in een drukkerij, werd vervolgens dorpsonderwijzer,  richtte verschillende tijdschriften op, bouwde huizen en plande en schreef onderwijl verder aan zijn magnum opus, Leaves of Grass. Whitman trouwde nooit, verliet nooit Amerika, streefde nooit bezit en rijkdom na, behoorde tot geen enkele vereniging en ging liever om met gewone mensen dan met rijken, en hij was altijd optimistisch en vrolijk. Hij was een aparte, imposante verschijning, groot van gestalte, traag bewegend, tolerant, democratisch, ontvankelijk, en tegenover iedereen vrijgevig en van goede wil.

## Eerste levenshelft
Walt Whitman werd geboren als tweede kind van Walter Whitman, een boer en timmerman, en Louisa Van Velsor die van Nederlandse afkomst was, de dochter van een zeekapitein. Het gezin, dat bestond uit negen kinderen woonde in Brooklyn en Long Island in de jaren 1820 en 1830.
Op de leeftijd van twaalf verliet Whitman de public school in Brooklyn en begon het drukkersvak te leren, en werd zo verliefd op het geschreven woord. Grotendeels autodidact, was hij een gretig lezer, en zo kwam hij in aanraking met de werken van Homerus, Dante, Shakespeare, en met de Bijbel.
Whitman werkte als drukker in New York tot een verwoestende brand de wijk waar de drukkerij zich bevond sloopte. In 1836, toen hij 17 was, begon hij zijn carrière als leraar in een een-kamer schoolhuis van Long Island. Hij bleef dit doen tot 1841, toen wendde hij zich tot de journalistiek als fulltime carrière.
Hij richtte een wekelijks verschijnende krant op, de Long-Islander, en gaf later een aantal kranten uit in Brooklyn en New York. In 1848 verliet Whitman de Brooklyn Daily Eagle (toen een vrij belangrijke krant in de regio) om uitgever te worden van de New Orleans Crescent. Het was in New Orleans dat hij getuige was van de wreedheid van de slavernij op de slavenmarkten van die stad. Bij zijn terugkeer naar Brooklyn in de herfst van 1848, richtte hij een "Free soil" krant op, de Brooklyn Freeman, en bleef zijn unieke stijl van poëzie ontwikkelen, die later Ralph Waldo Emerson zo zou verbazen.

## Leaves of Grass
In de periode na het tijdschrift Crescent, vooral tussen 1851 en 1854, bouwde en verkocht Walt Whitman kleine huizen in Brooklyn. Intussen werkte hij verder aan verschillende romans en, getuige de vele notities die ervan zijn overgebleven, ging er aan de publicatie van Leaves of Grass veel reflectie en studie vooraf. Deze notities gaf hij de titel "Notes and Fragments". In 1899 zou zijn literair executeur, Dr. Richard Maurice Bucke, ze in eigen beheer laten drukken.
Uiteindelijk verscheen in de zomer van 1855 de eerste editie van Leaves of Grass, een klein in kwarto gedrukt boekje van 94 pagina's, dat eerst door de critici vrijwel genegeerd werd, tot een lovende brief van de dichter Ralph Waldo Emerson het in de New York Tribune 'the most extraordinary piece of wit and wisdom that America has yet produced' noemde. De belangstelling was gewekt en het kleine boekje begon aan een onverwachte carrière.

## Visie op poëzie

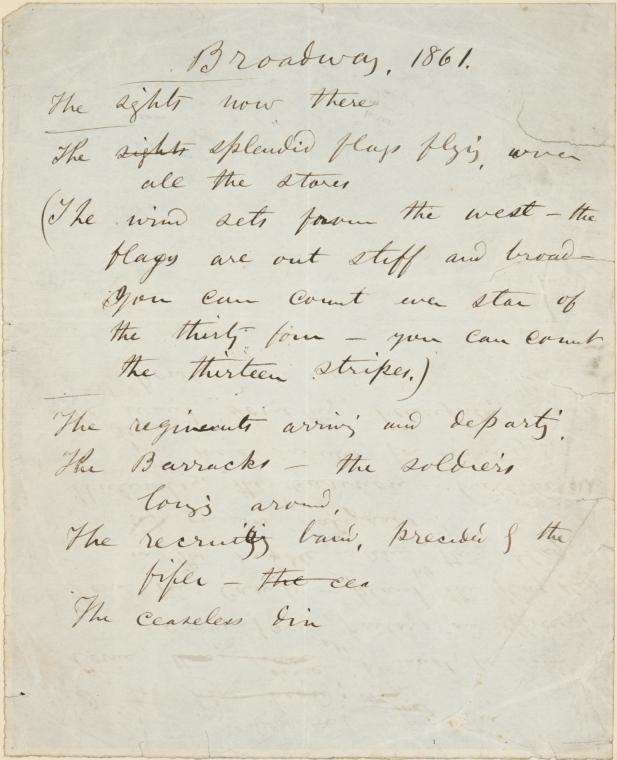
Walt Whitman's handgeschreven manuscript voor "Broadway, 1861"

Als dichter liet Whitman vele notities na die een licht laten schijnen op zijn visie. "Citeer geen anderen", legde hij zichzelf op, "stop je gedicht niet vol met rommel - laat je schrijfsels licht zijn als vogels in de lucht, of als vissen die in zee zwemmen", "gebruik geen vergelijkingen", "vermijd ornamenten", "maak volbloedige, rijke, natuurlijke werken." Als basisidee (mother-idea) van zijn gedichten noemt hij democratie. Leaves of Grass brengt de lezer in intiem en uitvergroot contact met  fundamentele menselijke kwaliteiten: met seks, liefde, vrijgevigheid, naastenliefde, geloof, eigenwaarde, oprechtheid, zuiverheid van lichaam en geest. Hij waarschuwt de dichter (en zichzelf dus) om niet slechts afbeeldingen van de natuur te maken, maar gedichten die ontstaan door spiritueel contact met de dingen zelf:
"Poet! beware lest your poems are made in the spirit that comes from the study of pictures of things - and not from the spirit that comes from the contact with the real things themselves."

## Werken
- 1855 Leaves of Grass — 95 pp.; 10 pp. voorwoord, 12 gedichten. Vertaald als: Grashalmen (Leaves of grass) door Maurits Wagenvoort. Amsterdam, Maatschappij voor Goede en Goedkoope Lectuur, 1917. Met portret van den dichter
- 1856 Leaves of Grass — 32 gedichten, met prozabijdragen
- 1860 Leaves of Grass — 456 pp.; 178 gedichten
- 1865 Drum-Taps
- 1865–1866 Sequel to Drum-Taps
- 1867 Leaves of Grass — nieuwe editie; toegevoegd Drum-Taps, Sequel to Drum-Taps, en Songs Before Parting; 6 nieuwe gedichten
- 1871–72 Leaves of Grass — toegevoegd 120 pagina's met 74 gedichten, waarvan 24 nieuwe teksten
- 1875 Memoranda During the War
- 1881–82 Leaves of Grass — 17 toegevoegde nieuwe gedichten, 39 weggelaten of anders gerangschikt; 293 gedichten in totaal, Song of Myself krijgt voor 't eerst deze titel
- 1882 Specimen days - Memoires van Walt Whitman, waarin onder meer zijn jeugdherinneringen en ervaringen als verpleger in de Amerikaanse Burgeroorlog aan de orde komen. Vertaald als: Oud ben ik en jong ben ik door René Kurpershoek. Amsterdam, Van Oorschot, 2019
- 1891–92 Leaves of Grass — geen betekenisvol nieuw werk
- 1982 Poetry and Prose (Justin Kaplan, ed.) (Library of America)
- 2003 Selected Poems (American Poets Project) (Harold Bloom, ed.) (Library of America)

## Secundaire literatuur
- Walt Whitman, W.G. van Nouhuys, 1895. Biografie
- Walt Whitman, a life, Justin Kaplan, ...  Biografie
- Walt Whitman Oud ben ik en jong ben ik, herinneringen (vertaald uit het Engels: Specimen Days; vertaald en van aantekeningen voorzien door René Kurpershoek), 2019 Uitgeverij van Oorschot, Amsterdam.